# Stephania tetrandra
Stephania tetrandra es una especie de planta fanerógama perteneciente a la familia Menispermaceae. 

## Descripción
Es una planta trepadora herbácea y perenne que alcanza los 4 m de altura. Las hojas se disponen en espiral sobre el tallo con grandes peciolos que concectan cerca del centro de la hoja.

## Propiedades
Stephania tetrandra, es una de las 50 hierbas fundamentales usadas en la medicina tradicional china con el nombre chino de  han fang ji (漢防己, "Chino fang ji"). Otras plantas llamadas   fang ji  se utilizan como sustitutos. Es notable entre ellas  guan fang ji (廣防己, "fang ji ancha"), Aristolochia fangchi, cuyo principal componente es el tóxico ácido aristolóquico, un potente carcinógeno y nefrotoxina. Esta planta tiene contenidos tóxicos que pueden causas fallos renales, en la medicina tradicional china se utiliza solamente con gran cautela.

## Taxonomía
Stephania tetrandra fue descrita por Spencer Le Marchant Moore y publicado en Journal of Botany, British and Foreign 13(152): 225. 1875.